# Bjala (Ruse)
Bjala (bulharsky Бяла) je město ležící v severním Bulharsku, v Dolnodunajské nížině. Je správním střediskem stejnojmenné obštiny a žije v něm přibližně 7 900 obyvatel.

## Zeměpis
Město se nachází v nadmořské výšce 54 m v kopcovité části Dolnodunajské nížiny zvané Dunajská pahorkatina. Okrajem města protéká řeka Jantra. Průměrný roční průtok ve městě je asi 37 m³/s; nejvyšší je na jaře, kdy způsobuje záplavy. Někdy hladina dosahuje až k obloukům mostů.
7 km na západ od města leží čtvrť Gara Bjala. Nachází se zde železniční stanice ležící na trati Ruse - Gorna Orjachovica (Sofie), stejně jako řada průmyslových podniků z města.

## Název
Název Bjala pochází z bílé barvy okolních skal. Lidé, kteří se usadili v oblasti tří kopců, zpočátku nazývali osadu Bjala zemja (Bílá země). Později se název zkrátil na současný. Podle jiných výkladů může název pocházet z italského slova bella - krásná.

## Historie

### Nejstarší období
Jak je archeologicky prokázáno, pochází zdejší nejstarší osídlení z neolitu. Na okraji města byly nalezeny thrácké pohřební mohyly. U kopce Irimiite je 7 mohyl uspořádaných ve směru východ-západ. Další dochované mohyly se nacházejí v blízkých lesích, kdežto v polích byly v minulosti rozorány a přeměněny v pole.
Z pozdější doby tu byly nalezeny části zdí, hliněné nádoby a mince z římských dob. Severozápadně od města, na náhorní plošině s mírným sklonem k jihozápadu, existovala ve 4. a 5. století římská pevnost. Končila před vysokým, skalnatým a strmým ostrohem na pravém břehu Jantry, naproti kamennému mostu Kolju Fičeta. Jednalo se o jednu z osmi pevností, které střežily cestu podél břehů řeky Jantra; dvě byly na levém a šest na pravém břehu. S dokumentováním pevnosti se začalo 1929, kdy byly ještě dobře patrné zbytky tří pevnostních zdí. Kromě nich zde byly zdokumentovány nálezy mincí Gratiana (375 – 383) a Theodosia Velikého (364 – 395). Celkem bylo odtud v průběhu let do místního muzea předáno 362 předmětů. Mezi nimi byly i části hliněných tureckých dýmek, které svědčí o využití pevnosti v pozdějším období. Naleziště bylo do roku 1949 téměř zničeno těžbou v kamenolomu. K pevnosti se váže stará pověst, podle které významný římský vojevůdce před bitvou s nepřítelem zakopal mezi hradbami pevnosti zlatý vůz se čtyřmi zlatými koňmi. To vedlo k archeologickým vykopávkám, při kterých byly nalezeny pouze fragmenty keramiky, dlaždice a mince.
Kromě pevnosti se zde nacházejí pozůstatky z římských dob jako je staré sídlo v místě Kavakkoi a tehdejší hřbitovy. Západně od města, v místě Bjala Lăka, byla nalezena malá mramorová deska zobrazující Dianu na lovu se psem.

### Středověk a osmanská nadvláda
Kdysi ve středověku se jihovýchodně od města, asi 7 km v Belenském lese, nacházela osada Pusta Bjala, která získala svůj přívlastek poté, co byla při morové epidemii téměř vylidněna. Přeživší lidé se usadili asi o 1 až 2 km dále, kde založili osadu Nova Bjala (Eni Bele).
Podle jedné z teorií existuje Bjala ve své současné poloze nejméně od konce 15. století, kdy tam kromě vojnuků žilo přes 100 lidí. Existuje legenda, že jeden muž z Nové Bjaly ztratil prasnici a selata. Šel ji hledat a našel ji poblíž břehu řeky Jantry. Místo se mu zalíbilo a přestěhoval se tam. Poté se o informaci podělil s dalšími lidmi z Nové Bjaly, kteří ho následovali, a tak se postupně osada přestěhovala na současné místo.
Osada byla poprvé zmíněna v tureckém majetkovém lenním rejstříku v Nikopolském sandžaku v letech 1544 – 1545. Je zaznamenáno, že vesnici vládl vůdce mula Hazır Balı spolu s velitelem vojnuků. Obyvatelé Bjaly jsou jmenováni – šlo o 17 křesťanských a 2 muslimské domácnosti. Kvůli přemrštěným daním uvaleným tureckými úřady pět křesťanských rodin opustilo své domovy před příchodem úředníků, kteří zapsali, že byli „skryti“ a přiřadili je k nejchudším vesničanům. V soupisu figurují i jména pěti nových vojnuků. Celková populace byla 250 až 300 lidí, z nichž většinu tvořili Bulhaři.
V dalším tureckém rejstříku z 22. srpna 1618, nazvaném Stručný rejstřík džizji nevěřících v Trnovském vilájetu, je zaznamenáno, že Bjala měla pouze 5 domů (hostinců). Proč se bulharská populace tak rychle snížila, není známo. Malý počet obyvatel (25 až 30 lidí) naznačuje, že patrně došlo k přesídlení do nové osady Bjala. Později populace rychle rostla v důsledku migračních procesů směřujících do dunajské roviny. Po Čiprovském povstání v roce 1688 se Turci trvale usadili v severní a severozápadní části Bjaly. Jejich mešita poblíž soutoku potoka Megdan a Belenské řeky se dochovala až do 20. století a poté byla přeměněna na tureckou školu. Mnoho Bulharů se také přistěhovalo z balkánských a zabalkánských osad. V 18. století dorazila další vlna Bulharů od Svištova a Arbanasi.
30. září 1790 byl zde na příkaz Hasana paši popraven valašský vládce Nicolae Mavrogheni dvěma katy vyslanými sultánem Selimem III. jako trest za vzdor vůči Osmanské říši.
Během rusko-turecké války v letech 1806 až 1812 vstoupili Rusové poprvé do Bjaly v roce 1810. Kromě ní byly dočasně osvobozeny Svištov, Nikopol, Loveč, Ruse, Tutrakan a Dobrič (tehdy Pazardžik). Dobytí doprovázela rozsáhlá destrukce. Dne 26. října 1811 napsal generál Michail Kutuzov generálporučíku Markovovi: „Tato válka je krutá. Bjala hodně utrpěla, ale nebyla zcela zničena.“

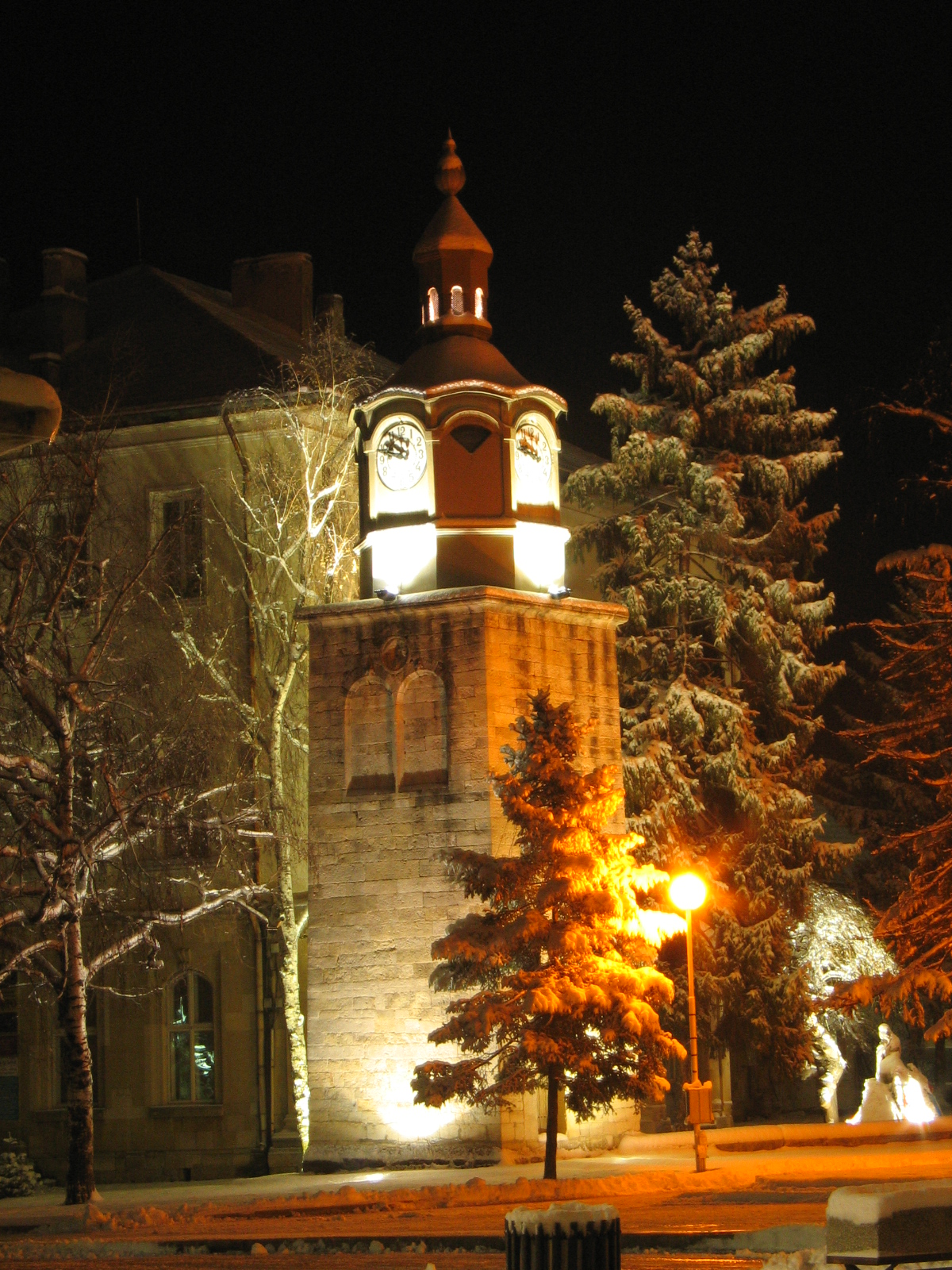
Hodinová věž

V Nikopolském daňovém rejstříku pro džizju z první poloviny 19. století je popsána vesnice Bjala s asi 146 domy a bulharským obyvatelstvem. V letech 1831 – 37 ji postihla morová epidemie. S ekonomickým vzestupem v Bjale se probudilo i národní uvědomění obyvatel. V roce 1836 byla v obci otevřena první škola a v roce 1843 byl postaven kostel. V roce 1845 zde byl učitelem Petko Slavejkov. Georgi Sava Rakovski ve svém Lesním poutníkovi označuje Bjalu jako rodiště legendárního Radoj vojvody. Felix Kanitz popsal osadu v roce 1871 jako centrum různých řemesel s bazarem a mnoha obchody. Na konci osmanské nadvlády Bjala čítala 258 bulharských domů se 773 lidmi a 50 muslimských domů se 131 lidmi.
Bjala se stala nejlidnatější osadou v oblasti mezi Rusem a Trnovem, Svištovem a Popovem a jejím přirozeným centrem, k čemuž navíc pomohl kamenný most přes řeku Jantru, postavený v letech 1865 – 1867 stavitelem Kolju Fičetem ve výhodné geografické poloze. Po jeho vybudování vznikly slavné belenské hostince. Hostince, nacházející se na silnicích Ruse – Trnovo, která byla součástí důležitého vnitrostátního spojení Osmanské říše Ruse – Konstantinopol, proměnily Bjalu v důležitou silniční stanici.
Bjala je spojena s povstáními v letech 1875 a 1876. V lesích východně od města se na podzim roku 1875 během Starozagoského povstání ukrýval červenovodský oddíl Vărbana Jordanova. Po neúspěšném konci dubnového povstání tudy procházeli cestou do Rumunska buřiči Panajot Volov, Georgi Ikonomov a povstalec Stojan Angelov. Na západním okraji Bjaly byli prozrazeni jedním Turkem a při následném zásahu turecké patroly se schovali v chatrči a zapojili se do přestřelky, v níž byl Volov raněn. Pak se stáhli k řece Jantra, pokusili se ji přeplavat a 23. května 1876 se v ní utopili. Dnes na tomto místě stojí poblíž Belenského mostu pomník s bustou Panajota Volova.

### Rusko-turecká válka za osvobození

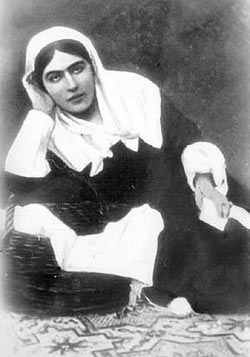
Baronka Julija Petrovna Vrevskaja

Během rusko-turecké války za osvobození byla Bjala po Svištovu druhou osadou osvobozenou od osmanské nadvlády v Bulharsku, a to 5. července 1877. V poledne se rusko-rumunské jednotky, kterým velel generálmajor Alexander Arnoldi, zastavily u mostu Kolju Fičeta na řece Jantře. Tam je podle starého zvyku přivítalo bulharské obyvatelstvo chlebem a solí, přivítal je učitel Stefan Marinov a požehnal kněz Ivan Popstefanov. Pro armádu připravili vesničané jídlo ve velkých měděných nádobách. Téhož dne svedla severozápadně od Bjaly třetí švadrona 20. kozáckého pluku bitvu s bašibozuckými a jízdními čerkeskými oddíly, které chtěly vesnici vyplenit a vypálit. Vojáci obsadili í výšiny kolem osady a zakopali se. Večer zaútočily 12. dragounský starodubovský pluk a 19. jízdní baterie 1. brigády 12. jízdní divize a osvobodily Bjalu, aniž by narazily na velký odpor, neboť osadu před tím opustil místní vládce Mehmed bej. Následujícího dne vstoupil do Bjaly náčelník štábu ruščuckého odřadu generál poručík Vannovskij s 33. pěší divizí, které velel generál poručík von Driesen.
Významnou strategickou polohu Bjaly na křižovatce mezi městy Ruse, Tarnovo, Svištov a Popovo posoudilo ruské velení a od 29. července do 13. srpna 1877 se stal hlavním sídlem ruského caraAlexandra II. harém Mehmeda beje, dnešní muzeum rusko-turecké osvobozenecké války. U příležitosti narozenin ruské carevny a na počest Alexandra II. bylo místním obyvatelstvem uspořádáno slavnostní představení, které jako událost zaznamenal i zahraniční tisk. Bulharský básník a spisovatel Ivan Vazov mu věnoval báseň Car v Bjale.
V Bjale proběhly dvě válečné porady velitelství generálního štábu, na nichž byla učiněna strategická rozhodnutí pro celkový průběh války. První rady 2. srpna se zúčastnili car Alexandr II., ministr obrany Dmitrij Miljutin, vrchní velitel balkánské fronty Nikolaj Nikolajevič, carevič –velkovévoda Alexandr Alexandrovič, velitel ruščuckého odřadu a náčelník štábu aktivní armády generál Artur Něpokojčickij. Vojenská rada rozhodla, že předsunutá jednotka, jíž velel generál Josif Gurko, se stáhne na Balkán; ruščucký odřad zaujme obranné pozice; nebude podniknuta žádná ofenzíva, dokud nebude dobyt Pleven; na bojiště budou povolány ruské gardové jednotky. Po jednom týdnu dorazili do Bjaly generál Gurko a budoucí bulharský kníže Alexandr Battenberg, kteří se pak zúčastnili druhé válečné porady 10. srpna. Až do 13. srpna byli v Bjale také přítomni hrabě Nikolaj Ignaťjev, lékař Sergej Botkin, historik Vladimir Sologub, umělec Pavel Kovalevskij a další vojenské a civilní osobnosti. Po poradě 2. srpna car opustil Bjalu a usadil se v obci Gorna Studena na Svištovsku a 13. srpna 1877 se tam přesunulo i velitelství. Před odjezdem daroval car kostelu v Bjale šest zvonů různých velikostí, dvě sady kněžských rouch a jako suvenýr další předměty.
Obyvatelstvo Bjaly a sousedních vesnic aktivně podpořilo ruské jednotky v přípravách na zastavení postupu tureckých jednotek z velkého pevnostního čtyřúhelníku Ruse – Šumen – Varna – Silistra směrem na Pleven a Sofii. Od 13. do 24. srpna byla na obou březích řeky Jantra vybudována vojenská opevnění pro 18 praporů. Na pravém břehu kolem vesnice bylo vybudováno silné opevnění a levý byl určen pro týl. Denně pomáhalo 300 až 350 mužů kopat zákopy, opevnění pro děla a vše potřebné k posílení pozic na výšinách kolem vesnice. Bylo rozmístěno 45 baterií, 210 děl, asi 100 dělostřeleckých krytů a vybudováno 30 km silnice spojující obě samostatné pozice. Přes Jantru byly postaveny dva dřevěné mosty a v obci bylo uskladněno mnoho potravin a léků. Byly zde zřízeny dvě vojenské nemocnice, kde pracovalo deset sester, pět studentů z lékařských fakult a veškerý zbytek personálu polní nemocnice. 22. srpna 1877 v nich bylo umístěno 800 raněných z bitvy u Ablanova. Jako sestra v nemocnici pracovala i baronka Julia Vrevská. Bydlela v domě Ivana Chadžieva v centru Bjaly a každé ráno chodila 3 km do nemocnice. V prosinci 1877 si pronajala vůz a odjela z vlastní vůle na frontu. Na konci měsíce se vrátila do Bjaly. Při ošetřování nemocných tyfem se nakazila a po těžkém utrpení 5. února 1878 zemřela. Pohřbena byla na dvoře nemocnice (dnes muzeum). Francouzský spisovatel Victor Hugo ji nazval „Růží Ruska, utržená na bulharské půdě“. Hrob Vrevské je vždy pokryt květinami.
Byl zde léčen i ruský spisovatel Vsevolod Garšin, tehdy 22letý student přihlášený do armády jako dobrovolník, se zraněními, která utrpěl u vesnice Svetlen (Ayazlar) 23. srpna 1877. Během léčby v Bjale napsal povídku Čtyři dny, esej Bitva o Ayazlar a Ze vzpomínek vojína Ivanova. Těmito díly vstoupil do ruské literatury. Ruský vojenský lékař Sergej Botkin konstatoval, že „lidé z Bjaly neznají medicínu a nemají ve zvyku léčit, ale používají pouze léčitele a nemoci proleží.“ Na jeho radu byli pacienti s tyfem ponořeni na nosítkách do řeky Jantra, aby se snížila jejich tělesná teplota, což přinášelo dobré výsledky.

### Moderní doba
Důležitou roli v ekonomice města po osvobození měly belenské hostince, které se nacházely západně od Belenského mostu. Stávalo tu 9 hostinců a jedna hospoda. S výstavbou železniční trati Ruse – Trnovo jejich význam postupně klesl. Městem byla Bjala prohlášena Národním shromážděním 7. září 1891. Velká povodeň v roce 1897 odnesla většinu pilířů Belenského mostu. V oné době byla za městem postavena kasárna, byla postavena škola přisirotčinci a veterinární klinika (která existuje dodnes). Místní trh se zpočátku konal v neděli, poté ve čtvrtek.
Město se výrazně změnilo až po roce 1944. Byly postaveny budovy pošty, obchodního domu, nemocnice, kulturního domu, hotelu Jantra, státní spořitelny, autobusového nádraží, ministerstva vnitra, správní budovy městského lidového zastupitelstva. Stávající budovy Bulharské národní banky a lidového soudu byly modernizovány. Během krátké doby bylo město elektrifikováno a všude byl vybudován rozvod vody. Podél řeky Belenska byla postavena nová hlavní silnice, ulice byly vydlážděny. Mezi městem a nádražím byla zřízena městská autobusová linka. Do výše položených čtvrtí Banka Machala, Turska Machala, Kataraeto a Osvoboždenie byly vybudovány betonové schody.
V 21. století bylo centrální náměstí města rekonstruováno a rozšířeno. Na výjezdu z města na Belenský most byl vybudován nový kruhový objezd, který byl otevřen 30. listopadu 2010 (čtyři roky po závažné nehodě v prosinci 2006, kdy na tomto místě zemřelo 16 lidí). V letech 2014 – 2015 byla podle projektů modernizována vodovodní a kanalizační síť a vyasfaltována většina ulic včetně silnice Bjala – Koprivec. Byla zrekonstruována původně družstevní tržnice a vedle ní byl postaven největší supermarket ve městě. V roce 2022 byl otevřen domov pro seniory Flora, sloužící i pro uprchlíky. Ve výstavbě je nová budova okresního soudu.

## Obyvatelstvo

### Počet
Níže uvedená tabulka ukazuje vývoj populace města od třicátých let (1934 – 2021):
| rok      | 1934  | 1946  | 1956  | 1965  | 1975   | 1985   | 1992   | 2001   | 2011  | 2021  |
| populace | 6 312 | 6 352 | 7 854 | 9 362 | 10 555 | 11 033 | 11 222 | 10 074 | 8 457 | 6 991 |

K 15. září 2024 ve městě žilo 7 903 obyvatel a bylo zde trvale hlášeno 8 649 obyvatel.

### Etnická příslušnost
Podle sčítání z 1. února 2011 bylo národnostní složení následující:
- Bulhaři: 6 892 (84.6 %)
- Romové: 890 (10.9 %)
- Turci: 301 (3.7 %)
- ostatní[p 3]: 65 (0.8 %)

### Náboženství
Obyvatelstvo se hlásí především k pravoslaví. V centru města stojí kostel sv. Jiří, který je o svátcích hojně navštěvován. Ve městě jsou muslimové, kteří vesměs žijí v severní části města v turecké čtvrti. Romské obyvatelstvo žije převážně ve čtvrti Osvoboždenie na jihovýchodním okraji města, na jižním svahu kopce Babina patka.